# Seznam romunskih politikov
Seznam romunskih politikov.

## A
- Ion Agârbiceanu
- Constantin Agiu
- Aurel Aldea
- Vasile Alecsandri
- Ștefan Andrei
- Ecaterina Andronescu
- Constantin Angelescu
- Crin Antonescu
- Ion Antonescu
- Mihai Antonescu
- Gheorghe Apostol
- Ecaterina Arbore
- Gheorghe Argeșanu
- Constantin Argetoianu
- Clotilde Armand
- Apostol Arsache (Apostolos Arsakis)
- Gheorghe Asachi
- Alexandru Athanasiu
- Bogdan Aurescu
- Alexandru Averescu
- Carmen Avram

## B
- Victor Babiuc
- Elena Bacaloglu
- Marian Baciu
- Alexe Ion Bǎdǎrǎu (romun.-bolg.)
- Nicolae Bălcescu
- József Bánk (Iosif Banc)
- George Bariț
- Alexandru Bârlădeanu
- Dan Barna /?/ Kelemen Hunor
- Traian Băsescu
- Gheorghe Pop de Băsești
- Gigi Becali
- Barbu Bellu
- Alexandru Bîrlădeanu
- Nicoleta Bitu (romska aktivistka)
- Vasile Blaga
- Ana Blandiana
- Emil Bobu
- Emil Boc
- Emil Bodnăraș
- Rareș Bogdan
- Ilie Bolojan
- Lasló Borbély
- Petre Borilă (Iordan Dragan Rusev)
- Iordana Borilă
- Constantin Andrei Bozianu (Constantin Bosianu)
- Dimitrie Brătianu
- Dinu Brătianu
- Gheorghe I. Brătianu
- Ion I. C. Brătianu
- Vintilă Brătianu
- Daniel Breaz
- Silviu Brucan
- Valeriu Bucurescu
- Simion Bughici
- Mihail Gheorghiu Bujor
- Pál Bugyi
- Avram Bunaciu
- Sebastian „Tianu” Burduja
- Gheorghe Vasile Buzdugan

## C
- Armand Mihail Călinescu
- Radu Câmpeanu
- Ion I. Câmpineanu
- Alexandrina Cantacuzino
- Alexandru Cantacuzino
- Gheorghe Grigore Cantacuzino
- Mihail G. Cantacuzino
- Ion Caramitru
- Petre P. Carp
- Barbu (Ștefan) Catargiu
- Lascăr (Constantin) Catargiu
- Petru Cazacu
- Elena Ceaușescu
- Nicolae Ceaușescu
- Nicu Ceaușescu
- Mircea Chelaru
- Ștefan Cicio-Pop
- Sorin Mihai Cîmpeanu
- Mihai Chițac (general)
- Sorin Cîmpeanu
- Ștefan Ciobanu
- Maria Ciocan
- Marcel Ciolacu (Ion-Marcel Ciolacu)
- Dacian Cioloș
- Corneliu Ciontu
- Cristina Ciontu
- Victor Ciorbea
- Adrian Cioroianu
- Timotei Cipariu
- Constantin Cîrjan
- Iosif Chișinevschi (Roitman)
- Florin Cîțu
- Daniel Ciugureanu
- Tudor Ciuhodaru
- Nicolae Ciucă
- Constantin Coandă
- N. D. Cocea
- Corneliu (Zelea) Codreanu (Corneliu Zelinski)
- Laura Codruța Kövesi
- Teodor Coman
- Lazăr Comănescu
- Alecu Constantinescu
- Emil Ion Constantinescu
- Miron Constantinescu
- George Copos
- Corneliu Coposu
- Titus Corlățean
- Doina Cornea
- Constanța Crăciun
- Nichifor Crainic
- Corina Crețu
- Nicolae Crețulescu
- Anton Crihan (1893-1993)
- patriarh Miron Cristea
- Gheorghe Cristescu (1882-1973)
- Ludovic Csupor (Lajos Csupor)
- Sergiu Cunescu
- Alexandru Ioan Cuza

## D
- Carmen Daniela Dan
- Nicușor Dan
- Vasilica Viorica Dăncilă
- George Ioan Dănescu
- Constantin Dăscălescu
- Cristian David (r. Cristian Troacă)
- Gavril Dejeu
- Gheorghe Derussi
- Dan Deşliu
- Cristian Diaconescu
- Ion Diaconescu
- Mircea Diaconu
- Teodor Diamant (1810-1841)
- Ion Dic Dicescu
- Ion Dincă
- Constantin Dobrogeanu-Gherea
- Géza Domokos
- Alexandru Drăghici
- Damien Drăghici
- Liviu Dragnea
- Silviu Dragomir
- Cătălin Drulă
- Ion G. Duca
- Emil Dumitrescu
- Mircea Dușa

## E
- Manolache Costache Epureanu
- Pantelimon Erhan

## F
- János Fazekas
- Mircea Fechet
- (Ferdinand I. Romunski)
- Mihai Viorel Fifor
- Wilhelm Filderman
- Gabriela Firea
- Ion Emanoil Florescu
- Andrei Florin Mircea
- Ioan Flueraș
- Gheorghe Flutur
- Ștefan (István) Foriș - Marius
- Ion Costache Frimu
- Gheorghe Funar

## G
- Gala Galaction
- Mircea Geoană
- Teohari Georgescu
- Leon Ghelerter
- Mihail Ghelmegeanu
- Călin Georgescu
- Nicolae Gheorghe (Rom)
- Mihail Gheorghiu Bujor
- Ștefan Gheorghiu
- Vladimir Gheorghiu
- Gheorghe Gheorghiu-Dej
- Oliviu Gherman
- Onisifor Ghibu
- Dimitrie Ghica-Comănești
- Grigore Ghica
- Ioan Grigore Ghica
- Ion Ghica (Gika)
- Ion Gigurtu
- Octavian Goga
- Vasile Goldiș
- Alexandru G. Golescu
- Nicolae Golescu
- Ștefan Golescu
- Alina Gorghiu
- Gheorghe Grigorovici
- Sorin Mihai Grindeanu
- Petru Groza
- Cozmin Gușă
- Ștefan Gușă (general)

## H
- Pan Halippa
- Nicolae Constantin Haralambie
- Spiru Haret
- Emil Hațieganu
- Iulian Hatmanu
- George Homoștean
- Emil Hurezeanu

## I
- Avram Iancu
- Traian Igaș
- Ilie Ilașcu
- Ion Iliescu
- Ion Inculeț
- Natalia Intotero
- Natalia-Elena Intotero
- Klaus Werner Iohannis/Johannis
- Cazimir Ionescu
- Constantin Dudu Ionescu
- Magdalena Ionescu
- Mircea Ionescu-Quintus (1917-2017)
- Take Ionescu
- Vladimir Ionescu
- Florin Iordache
- Eugenia Iorga
- Nicolae Iorga
- Diana Iovanovici-Șoșoacă
- Constantin Mugurel Isărescu
- Mugur Isărescu
- Mihai Ispas
- Constantin Ivanovici
- George Ivașcu?

## J
- Lajos Jordáky
- Iosif Jumanca

## K
- Karl Hohenzollern-Sigmaringen
- Attila Kelemen
- Mihail Kogălniceanu

## L
- Paul Lambrino
- Alexandru I. Lapedatu
- Elena Lasconi
- Aurel Lazăr
- Ilie Lazăr
- Ioan Liviu Țâroiu
- Vasile Luca (László Luka)
- Vasile Lucaciu
- Isac Ludo
- László Lukács (Laszlo Luca)
- Ioan Lupaș
- Mihai Lupoi
- Nicolae Lupu Costache ?

## M
- George Macovescu
- Titu Maiorescu
- Iulian Claudiu Manda
- Corneliu Mănescu
- Manea Mănescu
- Ramona Mănescu
- Iuliu Maniu
- Mihail Manoilescu
- Adrian Manolache
- Gheorghe Manole
- Nicolae Manolescu
- Gheorghe Manu
- Andrei Marga
- Dimitrie (Dumiru?) Marinescu
- Alexandru Marghiloman
- Dan Marţian
- Béla Markó
- Ion Gheorghe Maurer
- Petre Mavrogheni
- Radu Ștefan Mazăre
- Dumitru Mazilu
- Marian Petre Miluț
- Mioara Mantale
- Monica Macovei
- Virgil Măgureanu
- Petre Mavrogheni
- Dumitru Mazilu
- Marian Mierlă
- Teodor Meleșcanu
- Eugen Mihăescu
- Mihai I. (kralj) (1921-2017)
- Ioana Mihăilă
- Ion Mihalache
- Vasile Milea (general)
- Nicolae Militaru (general)
- Roxana Mînzatu
- Ghiță Moscu (r. Gelber(t) Moscovici), tudi Alexandru Bădulescu
- Anton Moisescu
- Mihail Montanu
- Ilie B. Moscovici - "Tovilie" / Ilie Moscovici
- Ghiță Moscu
- Aurel Dragoş Munteanu
- Neculai Munteanu

## N
- Zsolt Nagy
- Adrian Năstase
- Alexandru Nazare
- Vasile Neacşa
- Marian Neacșu
- Ciprian Necula (Rom)
- Liviu Negoita
- Victor Negrescu
- Paul Negriţiu
- Dan Nica
- Sergiu Nicolaescu
- Alexandru Nicolau
- Grigore Niculescu-Buzești
- Ion Niculi
- Sergiu Niță

## O
- Cornel Onescu
- Gabriel Oprea
- Leonard Orban
- Ludovic Orban
- Vlad Ovidiu

## P
- Ion Pacepa?(Securitate)
- Alexandru Paleologu
- Florentin Pandele
- Constantin Ion Parhon
- Lucrețiu Pătrășcanu
- Ana Pauker (1893–1960)
- Marcel Pauker (1896–1938)
- Nicolae Penescu-Comnen
- Anca Petrescu
- Constantin Titel Petrescu
- Ioana Petrescu
- Constantin Petrovicescu
- Sorina Pintea
- Constantin Pîrvulescu
- Andrei Pleșu
- Rovana Plumb
- Victor Viorel Ponta
- Dănuț Pop
- Ghiță Pop
- Gheorghe Pop de Băsești
- Călin Popescu-Tăriceanu
- Cristian Popescu Piedone
- Constantin Popovici
- Mihai Popovici
- Aurel Popovici
- Tudor Postelnicu
- Radu Preda
- Cătălin Marian Predoiu
- Grigore Preoteasa
- (Constantin Prezan : maršal)
- Silviu Prigoană
- George Pruteanu
- Demeter Puni (Dumitru Puni)
- Hildegard Puwak

## R
- Grigore Răceanu
- Nicolae Radu Rădescu
- Gheorghe 'Gogu' Rădulescu
- Iosif Rangheț
- Ion Rațiu
- Florin Roman
- Petre Roman
- Constantin Alexandru Rosetti
- Theodor Rosetti
- Nicolae Rosetti-Bălănescu
- Ioan Rus
- Iosif Rus (general)
- Nifon Rusailă

## S
- Mihail Sadoveanu
- Andrei Șaguna
- Constantin Sănătescu
- Marian Săniuță
- Horia Sima
- George Simion
- Alfred Simonis
- Adrian Sîrbu
- Marin Sorescu
- Dan Șova
- Ion Stănescu
- Victor Stănculescu (general) Victor Atanasie Stănculescu
- Pavel Ștefan
- Boris Stefanov Mateev
- Nicolae ˛Stefanu˛tă
- Constantin Stere
- Barbu Alexandru Ştirbey
- Alex Mihai Stoenescu
- Ion Stoian
- Chivu Stoica
- Vasile Stoica
- Theodor Stolojan
- Radu Stroe
- Dimitrie Sturdza
- Daniel Suciu
- Ioan Suciu
- Zoltán Szövérfi

## T
- Doru Ioan Tărăcilă
- Claudiu Tărziu
- Gheorghe Tătărescu
- Bujor-Bogdan Teodoriu
- Eugen Teodorovici
- Cristian Terheș
- Nicolae Titulescu
- Petre Tobă
- Eugen Tomac
- Ioan Totu
- Gheorghe Trosca (general?)
- Dragoș Tudorache
- Mihai Tudose

## U
- Elena Udrea
- József Uglar (Iosif Uglar)
- Mihai Ungheanu
- Mihai Răzvan Ungureanu
- Doru Viorel Ursu

## V
- Nicolae Văcăroiu
- Corneliu Vadim Tudor
- Alexandru Vaida-Voevod
- Adina Vălean
- Darius Bogdan Vâlcov
- Adina Ioana Vălean
- Radu Vasile
- Lia Olguța Vasilescu
- Ilie Verdeț
- Teofil T. Vescan
- Adrian Videanu
- Constantin Vișoianu
- Aurel Vlad
- Iulian Vlad (general-šef Securitate)
- Gelu Voican-Voiculescu
- Dan Voiculescu
- Gelu Voican Voiculescu
- Vlad Voiculescu
- Gheorghe Constantin Voinea
- Ștefan Voitec
- Varujan Vosganian

## Z
- Duiliu Zamfirescu
- Elena Zamfirescu